# GREE
GREE是日本的社交网络服务，由聚逸公司运营，田中良和于2004年2月建立。公司名称源自六度分隔理论：“通过朋友或熟人的关系，只要6个人就可以联系到全世界”。
GREE的主业是手机游戏，其中通过手机端访问的用户超过九成。公司以销售游戏角色服装等虚拟货物盈利。
GREE社交网络功能涵盖用户档案、日记、社区、照片分享和照片邮寄等。
GREE业务范围最初仅限PC用户，但之后扩大到功能手机。GREE功能手机业务包括常规社交网络功能、社交游戏、Flash游戏、博客、占卜、新闻等。公司从2011年起为iOS和Android服务。

## 中國大陸業務
2011年3月GREE在中國大陸成立辦事處，主要負責將日本遊戲進行台灣和中國大陸地區的本地化。在中國大陸市場耗費4000萬開發遊戲《荣誉征途》，遊戲上線後收入不佳，三週後下線。2013年5月撤出中國市場。